# 86K-10 (route russe)
L'autoroute 86K-10 (jusqu'à fin 2017 A-133) est une autoroute régionale de république de Carélie en Russie. 
L'itinéraire est aussi appelé autoroute de Suojärvi. 

## Parcours
D'une longueur de 134 km, l'autoroute commence dans la ville de Petrozavodsk et se termine dans la ville de Suojärvi. 
- Petroskoi
- Tšalna
- Viitana
- Paadjärvi
- Villavaara
- Kutisma
- Alekka

- Jessoila
- Kungojärvi
- Prokkoila
- Mettšelitsa
- Veskelys
- Hautavaara
- Suojärvi